# Word Whiz
Word Whiz è un videogioco educativo per MS-DOS, pubblicato e sviluppato da Apogee Software nel 1988. Scopo del gioco è di insegnare il significato di svariati vocaboli in lingua inglese, associando la parola ad una corretta descrizione di essa. Diviso in tre volumi, di cui inizialmente il primo in versione shareware e altri due a pagamento, il titolo è stato ora commercializzato come freeware nel dicembre del 2005, mentre il 20 marzo 2009 è stato distribuito il suo codice sorgente sotto licenza GPL.